# IQ 151

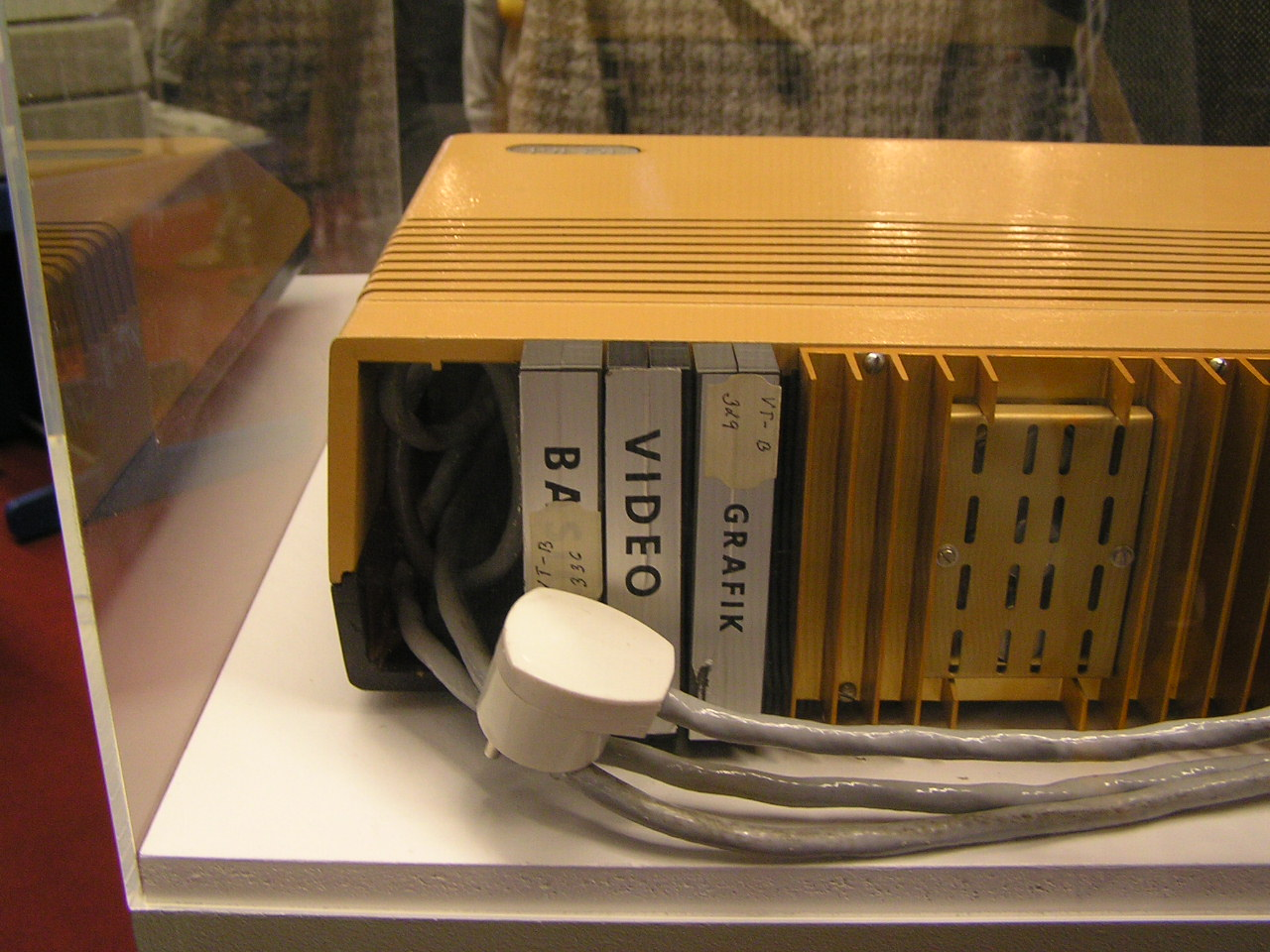
IQ 151 – externí moduly

IQ 151 byl osmibitový osobní počítač vyráběný firmou ZPA Nový Bor v Československu.

## Historie
Základem počítače byl terminál IK 80-M vyvinutý v roce 1982 na ČVUT jako vzor pro počítač, který by měl být vyráběn pro potřeby školství. Vývoj pokračoval v ZPA Nový Bor typem IQ 150, který vznikl důkladnou rekonstrukcí IK 80-M. V roce 1983 bylo vyrobeno pro ČVUT 50 těchto počítačů. Tento počítač ale musel být vinou ohromného množství chyb v roce 1984 stažen zpět do ZPA Nový Bor a jeho přepracováním vznikl typ IQ-151. Od roku 1985 pro ministerstvo školství se již vyráběl IQ 151 – na konci roku bylo dodáno přes 2000 kusů. Poslední verze počítače je označována jako IQ 151-G.

## Popis
Srdcem počítače byla československá kopie osmibitového procesoru Intel 8080 – Tesla MHB8080A / 2 MHz. Počítač byl dále vybaven 32 kB RAM paměti (později 64 kB), 4 kB ROM paměti, výstupním televizním obrazovým signálem, povinným externím modulem VIDEO 64 (zobrazování 64 znaků na řádek a textovou „grafiku“) či VIDEO 32 (pouze 32 znaků na řádek, lépe čitelné na televizi) a externím modulem BASIC 6 (jednoduchou variantou programovacího jazyka BASIC), později se vznikem modulu GRAFIK (který umožňoval použití grafiky v rozlišení 512×256 bodů, používal se v kombinaci s některým z modulů VIDEO) vznikl BASIC G s podporou grafických příkazů.
Alternativou k Basicu byl pak operační systém AMOS, vyvinutý v samém závěru „osmibitové“ éry studenty MFF UK pod vedením RNDr. Rudolfa Kryla, umožňující práci se soubory a použití programovacích jazyků Assembler a Pascal.
Další možností bylo pak použití operačního systému CP/M – jeho „východoevropskou“ verzí pojmenovanou jako MIKROS a to jak na 32 kB verzi ale lépe na 64 kB verzi s 8" disketovou mechanikou.
IQ 151 byl primárně určen pro použití v českých školách, na Slovensku podobnou funkci plnilo o něco vyspělejší PMD 85. Mezi jeho závažné nedostatky patřilo velmi časté přehřívání, špatná membránová klávesnice a nedostatek softwarového vybavení. Jeho kladným rysem pak byla koncepce externích hardwarových modulů, která ovšem nebyla nikdy plně využita. První modely bez označení "G" vpravo dole na klávesnici měly závažný technický nedostatek; nedostatečné napájení externích slotů pro moduly, což způsobovalo nestabilitu při použití více než dvou.

## Komponenty
„Íkvéčko“ se připojovalo k černobílým televizím Tesla.
Jako externí paměť sloužil běžný kazetový magnetofon, ale existovala i externí mechanika s 8" disketami. Počítač má port pro připojení dvou magnetofonových jednotek.
Na některých školách bylo IQ instalováno do sítě pomocí sériových modulů SESTYK nebo SERI a programy si pak jednotlivé stanice tahaly z centrálního „serveru“ s disketovou mechanikou.
Výstupním zařízením pak mohl být souřadnicový zapisovač použitý jako tiskárna, která psala normálními fixy nebo tiskárna z produkce brněnské Zbrojovky Consul C2113.

### Seznam existujících modulů
1. Video 32
2. Video 64
3. Basic 6
4. Basic G
5. G – rozšíření Basic 6 o grafické příkazy
6. Grafik
7. Amos/Pascal (16/32kB)
8. Amos/Pascal1
9. Amos/Assembler
10. Disc2 (8" floppy)
11. Floppy – pro připojení jednotky PFD 251
12. Staper – standardní periferie (čtečka/děrovačka pásky + tiskárna)
13. Sestyk/Sestyk9 – sériový port
14. SERI – "síťová karta" pro zapojení do sítě FelNet, obsahuje obvod Z80 SIO, adresa v síti je nastavována pomocí propojek,[4]
15. KZD – pro připojení jednotky KZD 1
16. DLPS – pro připojení dálnopisu
17. Universal – umožňující zhotovení interface dle potřeby, jehož součástí je i nástavec na opravy
18. Robot – pro připojení stavebnice z mechaniky
19. Milivoltmetr – přenos výsledků elektrických měření do počítače
20. MS151,MS151A – pro zapisovač XY4130
21. Minigraf (někdy též 0509) – pro zapisovač Minigraf 0507
22. GamaCentrum – pro tiskárnu Gamacentrum 01/02